# Miss Grand México
Miss Grand Mexico es un título de belleza femenino, originario de México, el cual se lleva por un período de alrededor de un año. La actual Miss Grand México es Tania Estrada de Chihuahua.
Solo en 2023 tuvo una edición como certamen independiente, ya que todas las reinas han sido electas dentro de algún otro certamen o mediante designación.
A finales del año 2023 Lupita Jones Directora Nacional de Mexicana Universal tomó la franquicia obteniendo el derecho de enviar a la representante mexicana a este certamen luego de perder la franquicia principal de su certamen nacional, Miss Universo. En el año 2024 designó de manera directa a Tania Estrada de Chihuahua quién en el certamen nacional del 2023 había logrado adjudicarse la corona nacional de Miss Charm México, sin embargo luego de renunciar a este título debido a cambios de fechas en el certamen internacional fue cuando se hizo su designación. En 2025 se espera que la ganadora principal de Mexicana Universal sea la delegada que represente a México en Miss Grand Internacional.

## Historia
- En 2013 Jesús Rábago Director Nacional del certamen Rostro de México, obtiene la franquicia de este nuevo certamen tailandés y fue el encargado de seleccionar a la representante mexicana a través de designación, siendo la elegida Laura Elisa Álvarez Damián de Yucatán quien fuera reina nacional Rostro de México 2012. Formó parte del Top 10 de trajes típicos, sin embargo no logró pasar al corte de 20 semifinalistas en la noche final.
- En 2014 el certamen Rostro de México cambió su nombre por "Miss Grand México" coronando a dos reinas titulares: Miss Grand México y Rostro de México. Este año la ganadora de Miss Grand México fue Marsha Ramírez Martínez de Yucatán quien logró formar parte del Top 20 en la etapa de traje típico y Top 25 en la etapa preliminar en traje de baño, en la noche final logró darle al país la primera clasificación al formar parte de las 20 semifinalistas.
- En 2015 continuando con el certamen nacional, la ganadora fue Aracely Azar Saravia de Campeche. Logró formar parte del Top 20 en la etapa de traje típico y de forma consecutiva le dio al país la clasificación al Top 20 en la noche final.
- En 2016 no se llevó a cabo certamen nacional, por lo cual se designó a Paulina Flores Cantú de Nuevo León, reina titular Rostro de México 2015. En la noche final, continuó con la buena racha de clasificaciones para el país, logrando formar parte de las 20 semifinalistas. También fue el último año que Jesús Rábago Director nacional de "Rostro de México" tuvo la franquicia.
- En 2017 la franquicia nacional pasó a manos de Miss México Organization, siendo mediante designación la elección de Yoana Gutiérrez Vázquez de Jalisco (Top 5 en Miss México 2016), quién por cuarto año consecutivo logró avanzar al corte de 20 semifinalistas, además de formar parte del Top 25 en la etapa de traje típico.
- En 2018 por exigencias de la organización internacional, durante la etapa preliminar de Miss México 2018 fue coronada la "Miss Grand México 2018", diendo Lezly Díaz Pérez de Jalisco la encargada de representar al país, quien por quinto año consecutivo le dio al país la clasificación a las semifinalistas, logrando romper el récord previo de sus antecesoras ya que avanzó hasta el Top 10 en la noche final, también formó parte del Top 12 en la etapa de traje típico.
- En 2019 se llevó a cabo una final independiente para elegir a la representante mexicana a este certamen dentro del marco del certamen nacional Miss México 2019.
- En 2022 la franquicia paso a manos de la Organización Falsiroli, en un principio sería en sociedad con Orlando Ruiz preparador de reinas y la electa para representar al país fue Jessica Farjat, sin embargo tras complicadas negociaciones esta sociedad no prospero y la nueva reina electa fue Laysha Salazar quien logró formar parte de Top 20 de semifinalistas en la noche final.
- En 2023 luego de la escandalosa edición nacional de Miss Grand México 2023 se despide de la licencia por razones no conocidas. En diciembre de este año, la Organización Mexicana Universal adquiere la licencia de este concurso, para seleccionar a la representante a partir del 2024.

### Sistema de competencia
La elección de Miss Grand México es un proceso que esta dentro de la elección de Mexicana Universal ya que son las mismas candidatas quienes compiten por ambos títulos.
Las candidatas deben cumplir los requisitos:
- Poseer belleza física de rostro y cuerpo.
- Nacionalidad Mexicana.
- Sexo femenino de nacimiento.
- Soltera y sin hijos.
- Edad de 20 a 28 años.
- Estatura mínima de 1.68 m (sin zapatos).
- Estudiante o egresada de carrera universitaria.
- Conocimientos del idioma inglés.
- Vocación para trabajar en proyectos sociales.

## Ganadoras del Título
Desde 2013, diferentes organizaciones se han encargado de enviar a la representante mexicana a este certamen.
| Año                                   | Ganadora                           | Estado           | Sede del Evento                                                | Fecha                |
| Enviadas por Rostro de México         |                                    |                  |                                                                |                      |
| 2013                                  | Laura Elisa Álvarez Damián         | Yucatán          | Designada                                                      | Designada            |
| 2014                                  | Marsha Ramírez Martínez            | Yucatán          | Teatro de Artes Escénicas, Mexicali, Baja California           | 16 de julio de 2014  |
| 2015                                  | Aracely Azar Saravia               | Campeche         | Teatro Juan Luis de Alarcón, Taxco, Guerrero                   | 15 de agosto de 2015 |
| 2016                                  | Paulina Flores Cantú               | Nuevo León       | Designada                                                      | Designada            |
| Enviadas por Miss México Organization |                                    |                  |                                                                |                      |
| 2017                                  | Yoana Gutiérrez Vázquez            | Jalisco          | Designada                                                      | Designada            |
| 2018                                  | Lezly Viridiana Díaz Pérez         | Jalisco          | Salón Imperial, Villa Toscana Eventos, Hermosillo, Sonora      | 4 de mayo de 2018    |
| 2019                                  | María Malo Juvera Raimond Kedilhac | Estado de México | Teatro Hermanos Domínguez, San Cristóbal de Las Casas, Chiapas | 1 de junio de 2019   |
| 2020                                  | Angela Michelle León Yuriar        | Sinaloa          | Concurso virtual, Facebook Live                                | 12 de julio de 2020  |
| 2021                                  | Mariana Macías Ornelas             | Jalisco          | Salón Lago by Castalia, Chihuahua, Chihuahua                   | 1 de julio de 2021   |
| Enviadas por Organización Falsiroli   |                                    |                  |                                                                |                      |
| 2012                                  | Laysha Analí Salazar Ocejo         | Sonora           | Designada                                                      | Designada            |
| 2023                                  | María Fernanda Beltrán Figueroa    | Sinaloa          | Auditorio MIA, Culiacán, Sinaloa                               | 30 de agosto de 2023 |
| Enviadas por Mexicana Universal       |                                    |                  |                                                                |                      |
| 2024                                  | Tania Estrada Quezada              | Chihuahua        | Designada                                                      | Designada            |
| 2025                                  |                                    |                  |                                                                | agosto de 2025       |

### Clasificaciones Estatales
| No. | Estado           | Títulos | Años             |
| 1   | Jalisco          | 3       | 2017, 2018, 2021 |
| 2   | Sinaloa          | 2       | 2020, 2023       |
| 2   | Yucatán          | 2       | 2013, 2014       |
| 3   | Chihuahua        | 1       | 2024             |
| 3   | Sonora           | 1       | 2022             |
| 3   | Estado de México | 1       | 2019             |
| 3   | Nuevo León       | 1       | 2016             |
| 3   | Campeche         | 1       | 2015             |

## Representantes en Miss Grand Internacional
Están enlistadas en el año en el cual participaron en el certamen internacional.
     : Ganadora
     : Finalista
     : Semifinalista
     : Cuartofinalista
| Año  | Miss Grand México                  | Estado           | Posición      | Premio/Título |
| ---- | ---------------------------------- | ---------------- | ------------- | --- |
| 2024 | Tania Estrada Quezada              | Chihuahua        | Top 20        | Voto Pre-arribo (Top 10) Country's Power of the Year (Top 16) Mejor Traje Típico (Top 20) Mejor en Traje de Baño (Top 20)                      |
| 2023 | María Fernanda Beltrán Figueroa    | Sinaloa          | -             | Country's Power of the Year (Top 20) |
| 2022 | Laysha Analí Salazar Ocejo         | Sonora           | Top 20        | Mejor Vestido de Noche Voto Pre-arribo (Top 10) Country's Power of the Year (Top 10)                                                           |
| 2021 | Mariana Macías Ornelas             | Jalisco          | -             | Voto Pre-arribo (Top 10) Mejor en Traje de Baño (Top 10) Mejor Traje Típico (Top 20)                                                           |
| 2020 | Angela Michelle León Yuriar        | Sinaloa          | Top 20        | Mejor Vestido de Noche Voto Pre-arribo (Top 5) Mejor en Traje de Baño (Top 10)                                                                 |
| 2019 | María Malo Juvera Raimond Kedilhac | Estado de México | 1.ª Finalista | Desfile de Moda y Coronas (Ganadora) Voto Pre-arribo (Top 6) Voto Popular (Top 10) Mejor Traje Típico (Top 10) Mejor en Traje de Baño (Top 10) |
| 2018 | Lezly Viridiana Díaz Pérez         | Jalisco          | Top 10        | Voto Popular (Top 10) Voto Pre-arribo (Top 10) Mejor Traje Típico (Top 12)                                                                     |
| 2017 | Yoana Gutiérrez Vázquez            | Jalisco          | Top 20        | Mejor Traje Típico (Top 25) |
| 2016 | Paulina Flores Cantú               | Nuevo León       | Top 20        | - |
| 2015 | Aracely Azar Saravia               | Campeche         | Top 20        | Mejor Traje Típico (Top 20) |
| 2014 | Marsha Ramírez Martínez            | Yucatán          | Top 20        | Mejor Traje Típico (Top 10) Mejor en Traje de Baño (Top 25)                                                                                    |
| 2013 | Laura Elisa Álvarez Damián         | Yucatán          | -             | Mejor Traje Típico (Top 10) |